# Sternocoelis slaoui
Sternocoelis slaoui är en skalbaggsart som beskrevs av André Théry 1921. Sternocoelis slaoui ingår i släktet Sternocoelis och familjen stumpbaggar. Inga underarter finns listade i Catalogue of Life.